# David Horowitz
David Horowitz, född 10 januari 1939 i Forest Hills i Queens i New York, död 29 april 2025 i Colorado, var en amerikansk konservativ politisk debattör, aktivist, journalist och författare.

## Biografi
Horowitz föräldrar var kommunister. Han tog en examen i engelsk litteratur vid Columbia University 1959 och vid University of California at Berkeley 1961.
Under 60-talet var David Horowitz en ledargestalt inom den nya vänstern och var bland annat redaktör för Ramparts Magazine. På svenska finns från den här tiden boken Från Jalta till Vietnam : en kritisk granskning av USA:s utrikespolitik (första upplaga 1966). Under 1970-talet blev Horowitz desillusionerad av vänstern och en del av dess taktik och lämnade politiken. Istället skrev han biografier om de amerikanska dynastierna Rockefeller, John F. Kennedy, Ford och Roosevelt.
Under 1980-talet gjorde Horowitz upp med sitt förflutna i böckerna Destructive Generation: Second Thoughts About the Sixties och den självbiografiska Radical Son. 1988 grundade han den konservativa tankesmedjan Center for the Study of Popular Culture som ger ut webbtidningen FrontPage Magazine och tidskriften Heterodoxy. Tankesmedjan bytte namn 2006 till David Horowitz Freedom Center och ligger bland annat bakom Jihad Watch.
Horowitz har visat öppet stöd för Donald Trump och dennes politiska idéer..